# Right Here Waiting
Right Here Waiting ist ein Lied von Richard Marx aus dem Jahr 1989, das von ihm geschrieben und sowohl von ihm als auch von David Cole produziert wurde. Es erschien auf dem Album Repeat Offender.

## Geschichte
1989 schrieb Richard Marx den Song, zu dem ihn seine Frau Cynthia Rhodes inspirierte: Er war für drei Monate von ihr getrennt und sah im Schreiben des Songs die einzige Möglichkeit, ihr zu zeigen, wie sehr er sie vermisste. Innerhalb von zehn Minuten hatte er den Song geschrieben, wollte ihn jedoch nicht veröffentlichen, da er ihn für zu persönlich hielt. Zudem hielt er die eine Ballade für ausreichend, die sich bereits auf dem Album befand. Nachdem die Demoaufnahme zum Song zufällig an Freunde von Marx gelangt war, die ihn überreden konnten, schaffte es der Song dann doch auf das Album. Right Here Waiting wurde weltweit am 5. Juli 1989 veröffentlicht. In den Vereinigten Staaten, Kanada, Irland, Australien, Neuseeland und Polen erreichte die Pop-Ballade Platz 1 der Charts.

## Musikvideo
Zum Lied wurden zwei Musikvideos gedreht, aber wegen sexueller Anzüglichkeiten verbot man beide. Im ersten Clip, in dem eine 42-sekündige Sex-Szene enthalten ist, war die Handlung ausschließlich auf Geschlechtsverkehr bezogen. Im zweiten Video hielt Marx kontroverserweise mit einem Mann kurze Zeit Händchen und man sah Tänzer in engen Kostümen.

## Rezeption

### Chartplatzierungen
| ChartsChartplatzierungen       | Höchstplatzierung | Wochen |
| ------------------------------ | ----------------- | ------ |
| Deutschland (GfK)              | 12 (25 Wo.)       | 25     |
| Österreich (Ö3)                | 19 (8 Wo.)        | 8      |
| Schweiz (IFPI)                 | 6 (18 Wo.)        | 18     |
| Vereinigte Staaten (Billboard) | 1 (21 Wo.)        | 21     |
| Vereinigtes Königreich (OCC)   | 2 (10 Wo.)        | 10     |

| ChartsJahrescharts (1989)      | Platzierung |
| ------------------------------ | ----------- |
| Vereinigte Staaten (Billboard) | 11          |
| Vereinigtes Königreich (OCC)   | 30          |

### Auszeichnungen für Musikverkäufe
| Land/Region                  | Auszeichnungen für Musikverkäufe (Land/Region, Auszeichnung, Verkäufe) | Verkäufe  |
| ---------------------------- | ---------------------------------------------------------------------- | --------- |
| Australien (ARIA)            | Platin                                                                 | 70.000    |
| Dänemark (IFPI)              | Gold                                                                   | 45.000    |
| Kanada (MC)                  | Gold                                                                   | 50.000    |
| Spanien (Promusicae)         | Gold                                                                   | 30.000    |
| Vereinigte Staaten (RIAA)    | Platin                                                                 | 1.000.000 |
| Vereinigtes Königreich (BPI) | Gold                                                                   | 400.000   |
| Insgesamt                    | 4× Gold · 2× Platin ·                                                  | 1.595.000 |

## Coverversionen
- 1990: The Shadows
- 1995: David Syme
- 1996: Michael Chapdelaine
- 1997: José Feliciano
- 1999: Monica
- 2000: Serafín Zubiri
- 2001: Cliff Richard
- 2003: Bonnie Tyler
- 2004: Donny Osmond
- 2004: Prezioso feat. Marvin
- 2004: Special D. (You)
- 2006: Clay Aiken
- 2006: Julio Iglesias
- 2007: Lemon Ice
- 2007: Urbanize (Warten auf Dich)
- 2008: Barry Manilow
- 2013: Torsten Goods feat. Till Brönner
- 2021: David Hasselhoff